# Герасимов, Иван Семёнович
Иван Семёнович Герасимов (1894—1937) — государственный деятель.

## Биография
Родился в 1894 году в селе Ново-Спасское Мензелинского уезда Уфимской губернии.
В 1914 году окончил Уфимскую гимназию. В 1914—1918 гг. учился на юридическом факультете Казанского университета. После окончания 4 курса работал репетитором до 1919 года. В 1917 г. вступил в РСДРП(б).
С августа 1919 года по декабрь 1920 года работал в должности начальника политического отдела Уфимского военного комиссариата и заместителя начальника политического управления Приуральского военного округа.
В 1921—1922 гг. был заведующим Уфимского губернского отдела политического просвещения народного образования.
С июня 1922 по декабрь 1923 — народный комиссар Наркома юстиции Башкирской АССР. В то же время, согласно Постановлению СНК БАССР от 30 августа 1922 года, был назначен прокурором Башкирской АССР с сохранением должности наркома юстиции. На посту народного комиссара вёл активную работу по созданию органов прокуратуры и пресечению произвола в автономной республике.
В 1924—1926 гг. работал в должности прокурора Вятской губернии.
С 31 августа 1926 года по февраль 1930 года — прокурор Уральской области. С февраля по декабрь 1930 года работал в должности заместителя прокурора РСФСР.
18 декабря 1930 года назначен управляющим делами СНК РСФСР.
28 июня 1937 года арестован. 26 октября 1937 года расстрелян в Москве, похоронен на Донском кладбище. Реабилитирован 16 июня 1956 года.